# Tweener (Tennis)

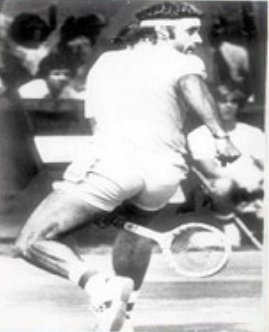
Guillermo Vilas bei seinem Gran-Willy-Schlag.

Der Tweener (aus dem Englischen von „between-the-legs shot“) ist ein schwieriger Schlag, bei dem ein Tennisspieler den Ball zwischen seinen Beinen trifft. Er wird zumeist abgewandt vom Gegner in der Nähe der Grundlinie ausgeführt, wenn der Spieler versucht, einen Lob zu bekommen und keine Zeit mehr hat, um sich umzudrehen: stattdessen schlägt er den Ball zwischen seinen Beinen hindurch nach hinten Richtung Netz. Sogenannte „Front Tweener“, also in Blickrichtung geschlagene Tweener, werden seltener ausgeführt, können aber beispielsweise zur Täuschung des Gegners, der den Schlag nicht erwartet oder schlecht erkennen kann, eingesetzt werden.
Für besondere Begeisterung beim Publikum sorgen „Doppel-Tweener“, die sich dadurch auszeichnen, dass der Schlag von beiden Spielern hintereinander ausgeführt wird – oder seltener: von einem Spieler zwei Mal innerhalb von zwei Schlägen. So spielte bei einem an sich wenig spektakulären Indian Wells Match im Frühjahr 2012 Dudi Sela seinen Ball über Amer Delić hinweg, der diesem nachjagte und mit einem ersten Tweener retournierte. Sela spielte zurück, Delić rannte auch diesem Ball bis hinter die Grundlinie nach und zauberte einen zweiten Schlag hervor, den er durch seine Beine zurückspielte.
In Wettkampfspielen ist der Tweener ein Publikumsliebling, wenn er als letztes Mittel eingesetzt wird und das Spiel am Laufen hält oder sogar zum Winner verwandelt werden kann. Als Trickschuss in Schaukämpfen kommt er noch deutlich häufiger zum Einsatz.

## Protagonisten
Zu den berühmten Spielern, die den Rückwärtsschuss ausgeführt haben, gehören unter anderem der Pionier Guillermo Vilas, Yannick Noah, Ilie Năstase, Gabriela Sabatini, Roger Federer, Juan Martín del Potro, Nick Kyrgios, Alexander Bublik, Darja Kassatkina, Agnieszka Radwańska und Simona Halep.

## Historie
Als erster Tennisspieler, der diesen Schlag studierte und entwickelte, gilt – neben Yannick Noah und Ilie Năstase – der Argentinier Guillermo Vilas. Vilas wurde durch eine Werbung inspiriert, in der Juan Carlos Harriott, ein berühmter Polospieler der 1970er-Jahre, einen Rückwärtsstoß zwischen die Hinterbeine seines Pferdes schlug. Seine Tennis-Variante präsentierte Vilas 1974 in einem Schaukampf gegen den Franzosen Wanaro N’Godrella auf den Plätzen des Club Obras Sanitarias in Buenos Aires. Ein Jahr später, 1975, traf er mit seinem Tweener erstmals während eines offiziellen ATP-Spiels bei der Indianapolis-Meisterschaft gegen den spanischen Spieler Manuel Orantes. Der daraufhin nach ihm benannte Schuss wurde als „Gran Willy“ bekannt.
Der Rumäne Ilie Năstase, der bereits für seinen „Bukarester Rückschlag“ (im Original von Bud Collins: „Bucharest Backfire“) bekannt war, führte Ende der 1970er-Jahre auch gerne rückwärts gerichtete Tweener aus. In den 1980er-Jahren setzten unter anderem Yannick Noah, Boris Becker und Stefan Edberg Tweener-Schläge ein sowie bei den Damen Gabriela Sabatini, deren Version als „Sabatweenie“ Tennisgeschichte schrieb. Andre Agassi verwendete den Schlag in den 1990er-Jahren.
Anfang des 21. Jahrhunderts traf Roger Federer bei mehreren bemerkenswerten Gelegenheiten Tweener, was den Schlag noch populärer machte. Im Halbfinale der US Open 2009 brachte ihm im Spiel gegen Novak Đoković ein rückwärtsgerichteter Tweener einen Matchball ein. Später sprach er vom „besten Schuss, den ich je in meinem Leben getroffen habe“. Federer hat bei mehreren Gelegenheiten auch nach vorne gerichtete Tweener gespielt.
Im Viertelfinale der French Open 2000 wurde Mary Pierce für einen als Lob gespielten Tweener gefeiert, bei dem sie den Ball aus dem Lauf heraus im Absprung annahm, um ihn zum Punktgewinn gegen Monica Seles cross in die gegenüberliegende Ecke zu platzieren.
Das Highlight auf der ersten Station der von Novak Đoković initiierten Adria Tour war ein Tweener-Winner von Dominic Thiem zum 40:0 im dritten Satz gegen den Lokalmatador Filip Krajinović. Nur drei Monate später lieferten sich Thiem und Casper Ruud beim Drittrunden-Match in Roland Garros ein regelrechtes Tweener-Duell, bei dem Ruud den Punkt für sich entschied.
Aufgrund seiner auffallenden Besonderheit wird der Tweener aber auch gerne außerhalb des professionellen Tennissports genutzt, um für die gewünschte Aufmerksamkeit zu sorgen. Beispielsweise hat Barack Obama, der 44. Präsident der Vereinigten Staaten, beim traditionellen Eierrollen im Weißen Haus zur Erheiterung seiner Gäste einen „Ba(ra)ck Tweener“ ausgeführt. Sportkommentator Matthias Stach erstaunte bei einem Freundschaftsspiel das Publikum und seinen Kontrahenten Roger Federer, als er einen von ihm nicht mehr erreichten Lob per Tweener doch noch zum Punkt verwandelte.